# Mansabdar
Il sistema del Mansabdar fu un sistema amministrativo dell'Impero Moghul introdotto da Akbar nel 1595-1596. La parola mansab è di origine araba e significa grado o posizione.
Il sistema quindi determinava il grado di un funzionario del governo, a ognuno dei quali, civile e militare, veniva assegnato un mansab, articolato su diverse cifre, al fine di individuarne il grado. Fu utilizzato per fissare i salari e l'indennità dei funzionari.
Era un sistema nel quale ai nobili furono garantiti i diritti per mantenere uno jagir, il che significava assegnazioni di reddito (non la terra in sé) per i servizi resi, ma l'autorità non era comunque assoluta ma sempre tenuta sotto controllo.
Abū l-Faḍl ʿAllāmī ha menzionato 66 gradi di mansabdar, ma in pratica non si trattava di più di 33 mansab.
Durante la prima parte del regno di Akbar, il più basso grado era 10 e il più alto 5.000.
Alla fine del regno, salì a 7.000.
Secondo lo storico ʿAbd al-Qādir Badāʾūnī, fu fissato a 12.000. 
I mansab più alti furono assegnati ai principi e ai sovrani Rajput che avevano accettato la sovranità dell'Imperatore mughal.